# Lintbos
Het Lintbos is een bos in Grimbergen dat vanaf maart 2001 werd aangeplant. Het gebied was tot 1989 eigendom van de federale overheid maar is thans eigendom van de gemeente Grimbergen die het in erfpacht gaf aan het Agentschap voor Natuur en Bos (ANB). Het maakte vroeger deel uit van het vliegveld Grimbergen. Het beslaat 70 ha waarvan 55 ha bebost werd met ongeveer 150 000 inheemse bomen en struiken. Er zijn twee zichtassen vrijgehouden, een van het Lintkasteel in het noorden naar het centrum van Grimbergen (met uitzicht op de Basiliek), en een van het vliegveld naar de kerk van Beigem.
Bij de ingang aan Diegemput is er een speelzone voorzien. Daar staan ook picknicktafels.

## Bedreiging vanuit politieke hoek
Het Lintbos is nog een jong bos. In 2012 opperde de Grimbergse schepen van leefmilieu Louis De Smedt (Open Vld) om het Lintbos tegen de vlakte te gooien en te vervangen door twee megasporthallen. Dat voorstel is echter nooit gerealiseerd.

## Toegankelijkheid
Voor het Lintbos is een toegankelijkheidsregeling opgemaakt die men kan inkijken bij de gemeente Grimbergen. Honden en andere gezelschapsdieren moeten steeds aan de leiband gehouden worden in het Lintbos en mogen de wegen niet verlaten. Fietsers mogen enkel het verharde pad in dolomiet gebruiken.

## Wilde rozen
Als onderdeel van een actie om de wilde rozen beter te leren kennen en te beschermen zorgde het Instituut voor Natuur- en Bosonderzoek (INBO) voor de aanplanting van een groot aantal wilde soorten langs de zichtassen.

## IJkpunt voor vliegtuigkompassen
In de buurt van het Lintbos, bij de ingang aan Diegemput, bevindt zich een ijkpunt voor vliegtuigkompassen dat dateert uit de Tweede Wereldoorlog (vermoedelijk in 1941 geplaatst). Deze goed bewaarde kalibratieschijf is uniek in Europa.

## Galerij

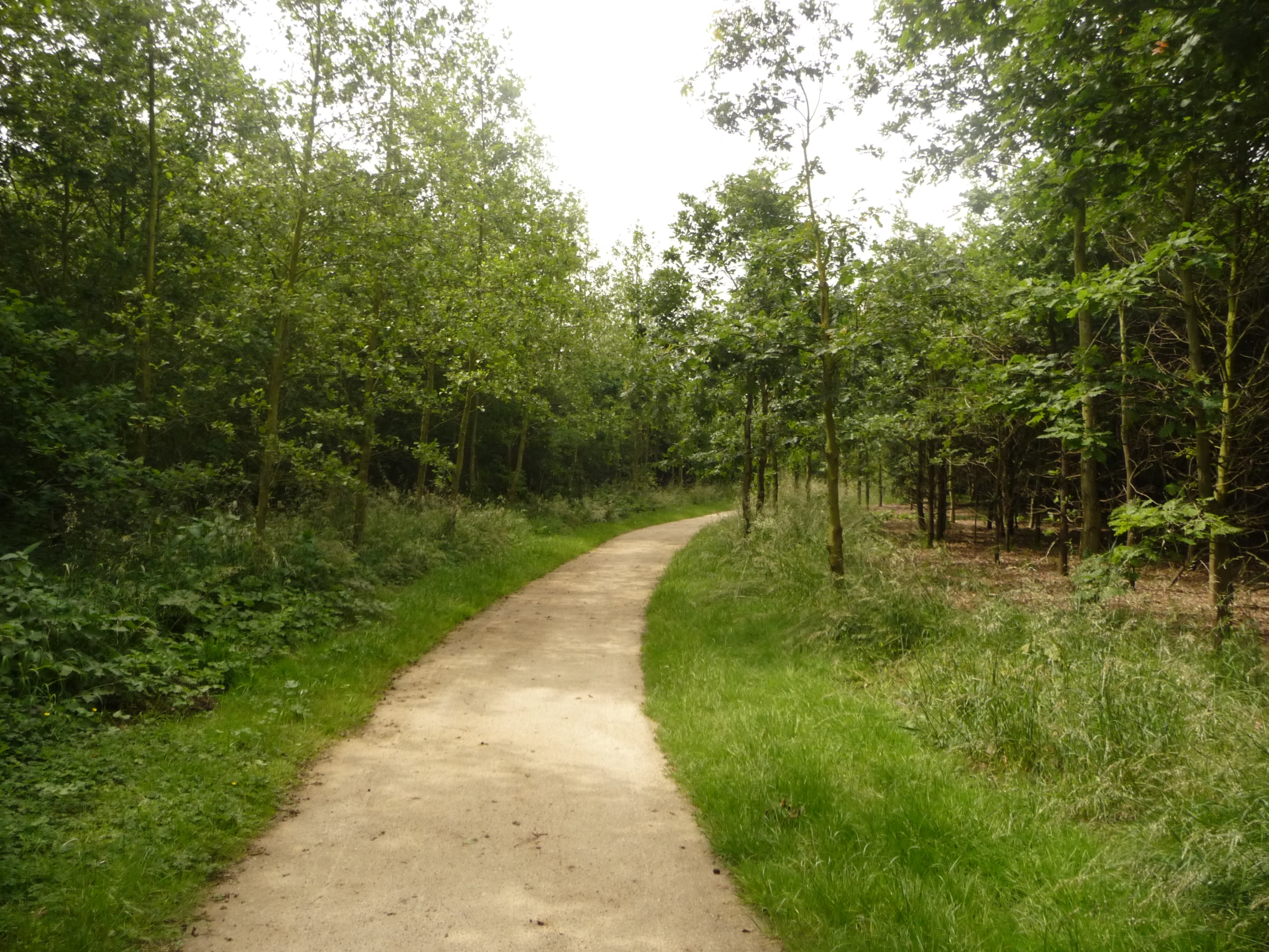
Het verharde pad, waar fietsen toegelaten is
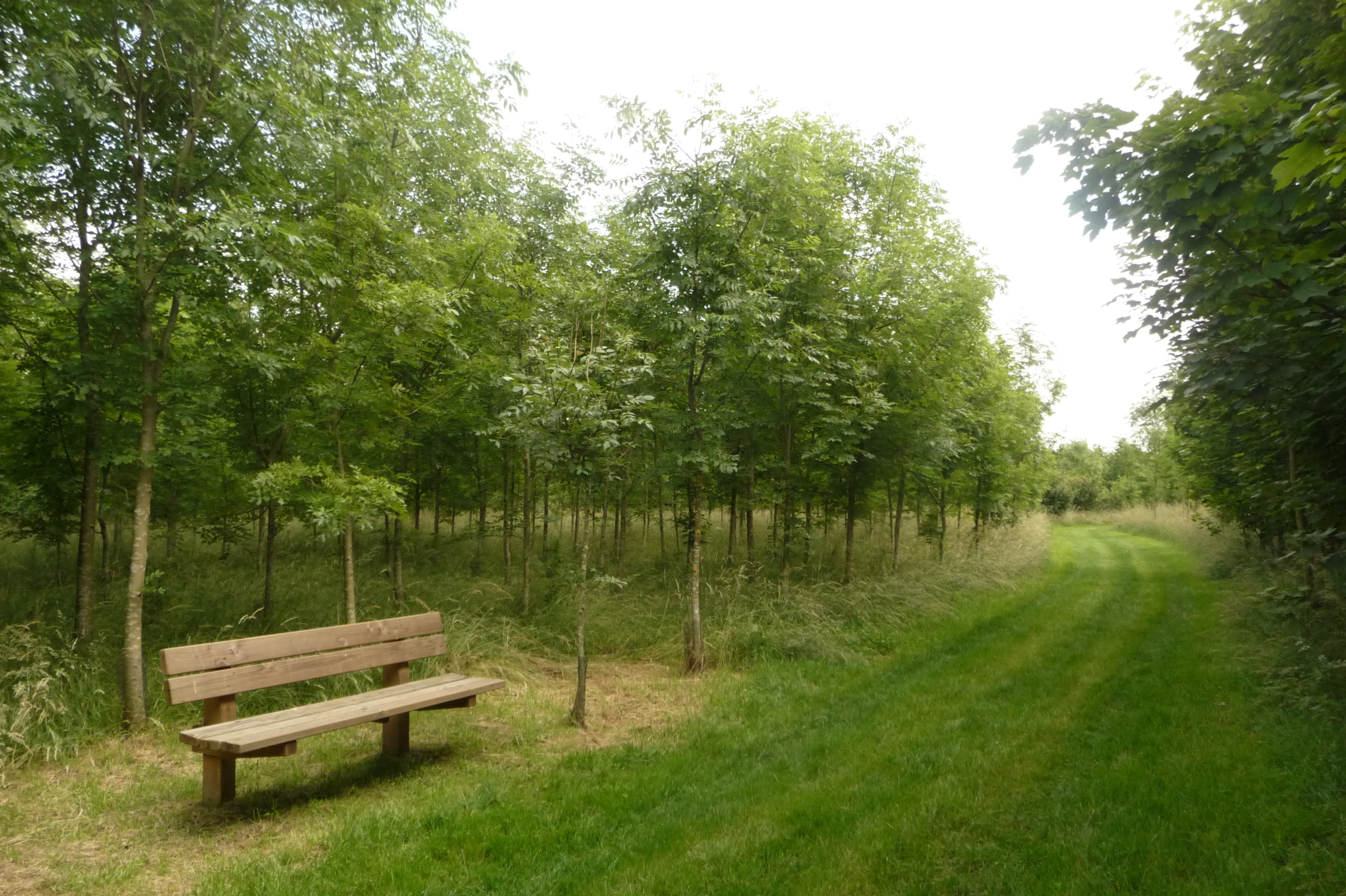
Zitbank aan het onverhard pad
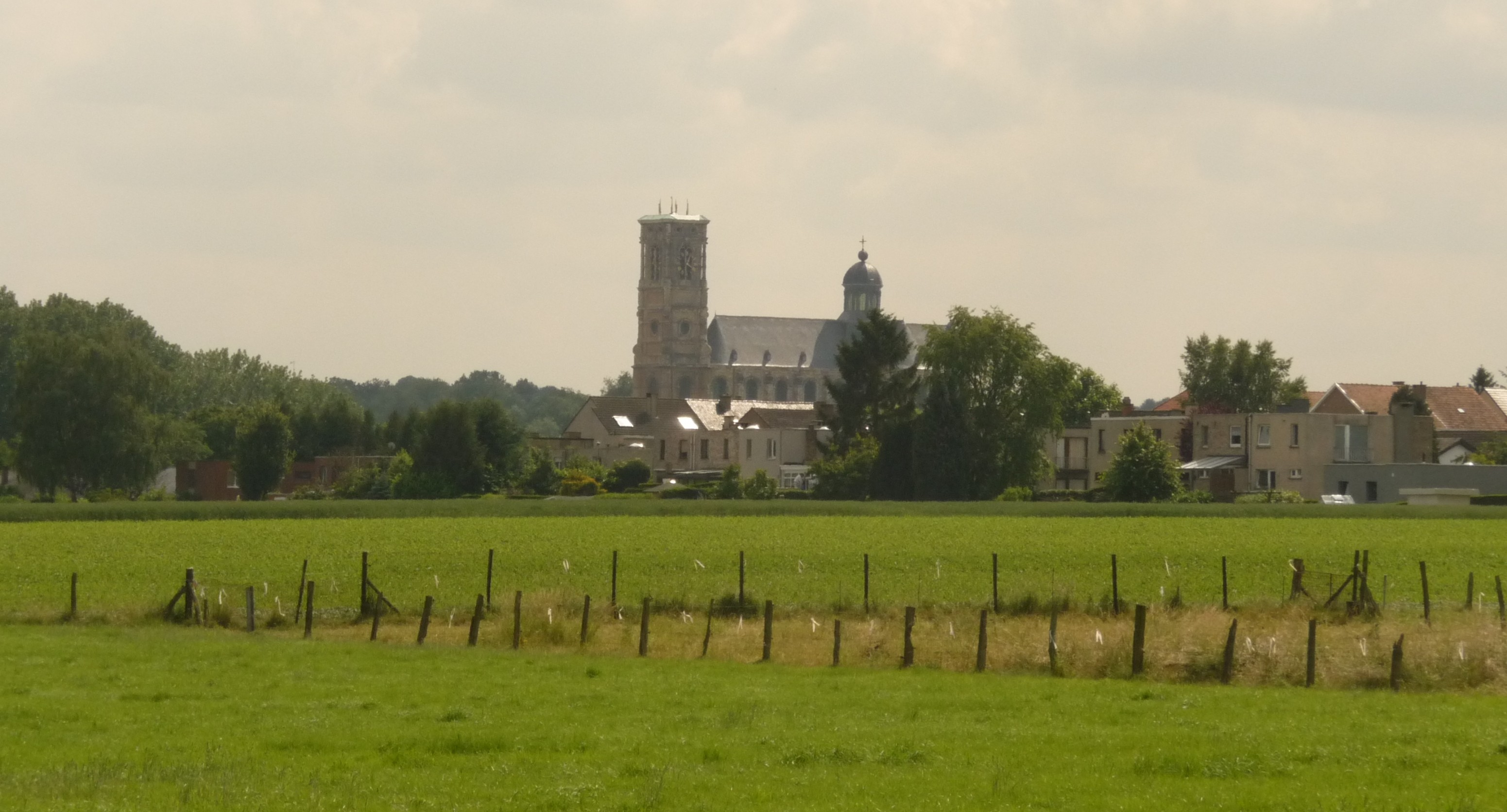
Zicht op de Sint-Servaasbasiliek